# Avenida Francisco I. Madero (Morelia)
La Avenida Francisco I. Madero es la principal arteria vial y turística de la ciudad de Morelia, capital del estado de Michoacán, en el centro de México. Se extiende con 17.11 km de longitud atravesando toda la ciudad de oriente a poniente
Esta calle fue bautizada en honor a Francisco Ignacio Madero González, empresario y político mexicano, originario de Parras, Coahuila. Electo presidente de México al triunfo de la revolución de 1910. Fue asesinado junto con Pino Suárez a causa del golpe de Estado organizado por Victoriano Huerta.

## Puntos de importancia
La Avenida Francisco I. Madero se extiende de oriente a poniente y en su trayecto se encuentran distintas plazas, monumentos y templos

### Templos

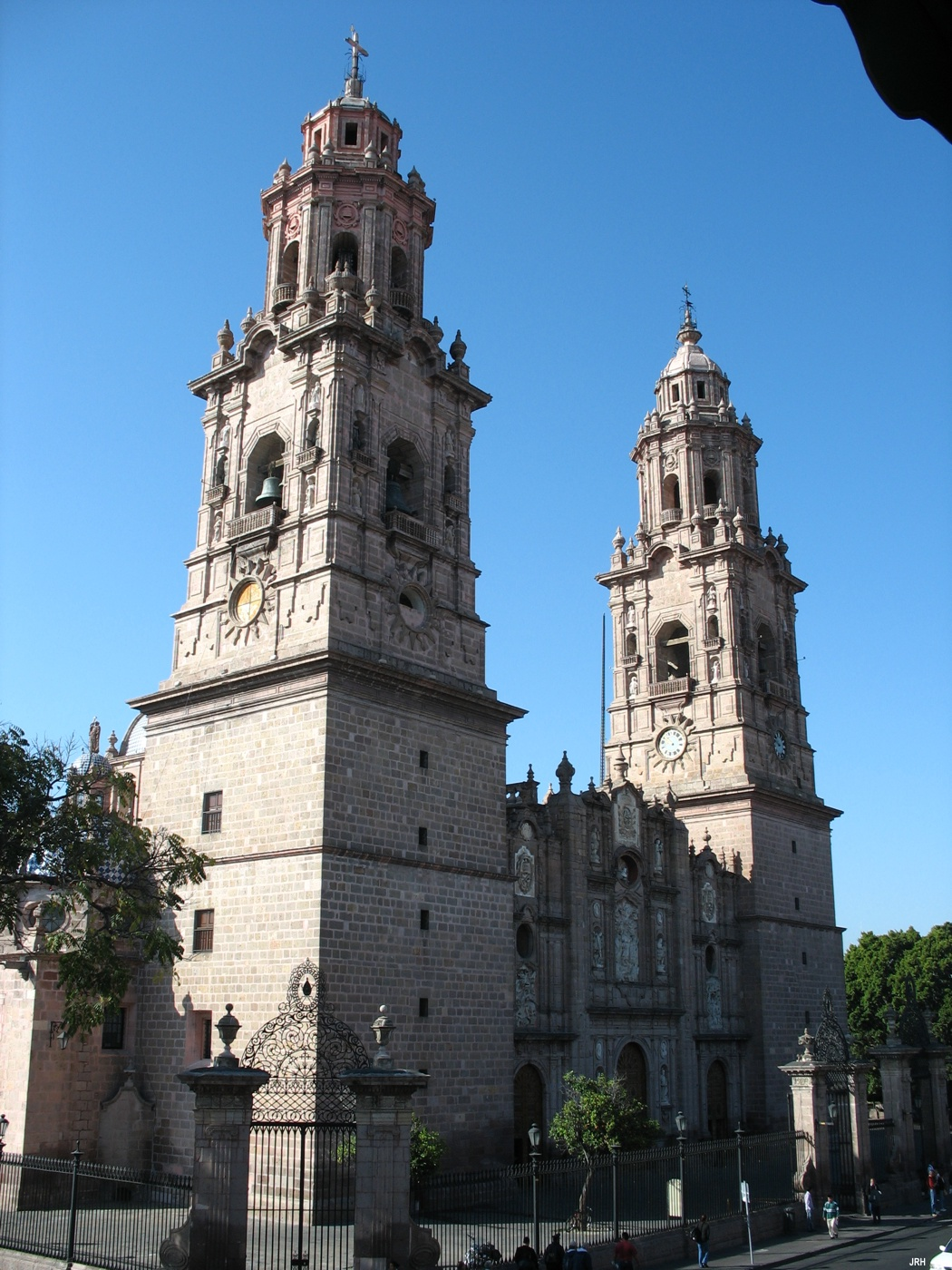
Catedral de Morelia.

- Templo de Mater Dolorosa
- Templo de La Merced
- Catedral
- Templo de Las Monjas

### Plazas y jardines

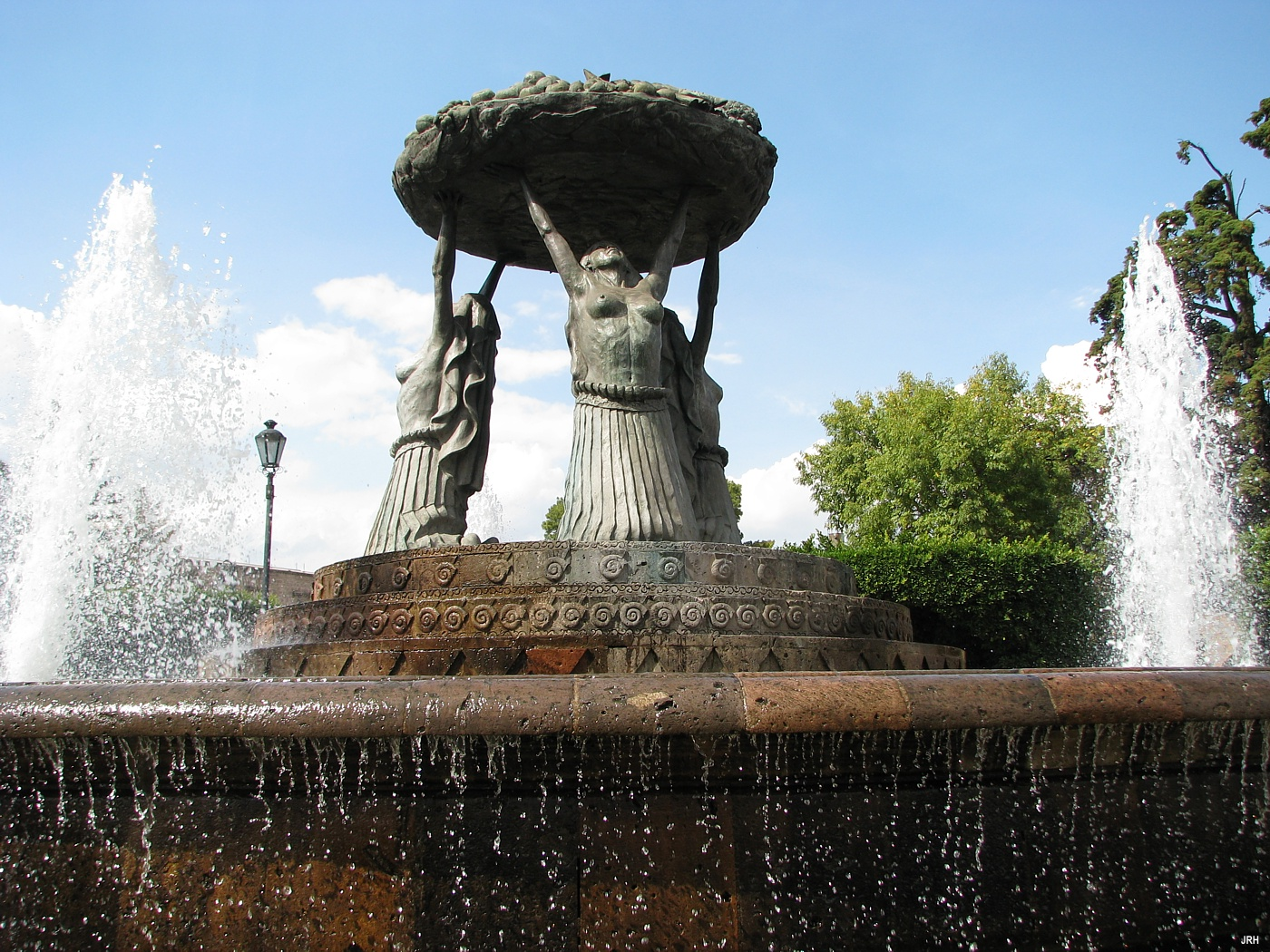
Fuente de las Tarascas.

- Plaza de Armas
- Plaza Benito Juárez
- Plaza Melchor Ocampo
- Jardín de Villalongín
- Plaza de los niños Héroes

### Monumentos y distintos puntos de interés
- Monumento a Lázaro Cárdenas
- Mercado de Dulces
- Biblioteca Pública Universitaria
- Colégio de San Nicolás de Hidalgo
- Portales
- Palacio de Gobierno
- Palacio Legislativo
- Casa de García Obeso

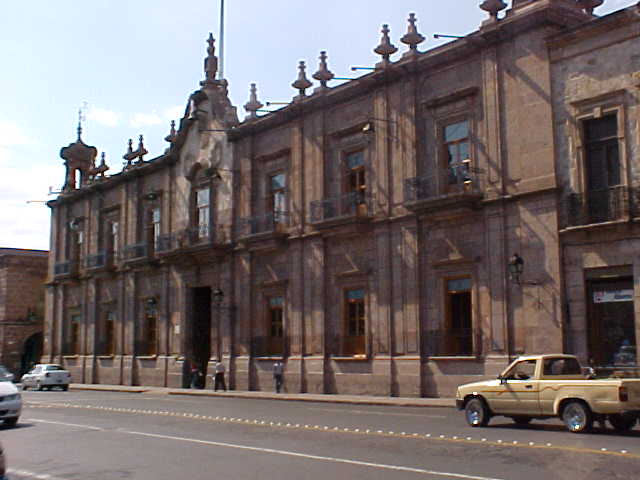
Palacio de Gobierno.

- Antiguo Palacio Federal (Ahora Palacio de Correos)
- Fuente de Las Tarascas
- Acueducto
- Calzada Fray Antonio de San Miguel
- Callejón del Romance